# 有馬浩平
有馬 浩平（ありま こうへい、1982年12月10日 - ）は、福岡県出身の元プロバスケットボール選手。ポジションはポイントガード。166cm、72kg。ライジング福岡に所属していた。背番号2。

## 人物
九産大附属九州高から順天堂大学に進学し、インカレなどで活躍。卒業後の2005年、地元の強豪クラブチームである福太郎クラブで全日本クラブ選手権優勝に貢献。
2007年、ライジング福岡に練習生として入団した後、シーズン中に選手契約を結ぶ。シーズン後、J-RIZINGに所属。
引退後はバスケットボールスクールプライドの指導員として活動している。